# Lauren Wolkstein
Lauren Wolkstein és una directora, escriptora, productora i editora de cinema estatunidenca. És coneguda per dirigir, escriure i editar la pel·lícula del 2017 The Strange Ones amb Christopher Radcliff i per formar part de l'equip de direcció de la tercera temporada de Queen Sugar d'Ava DuVernay, amb un paper de director de producció a la cinquena temporada. És professora associada de cinema i arts multimèdia a la Universitat de Temple a Filadèlfia.

## Primers anys
Wolkstein va néixer i es va criar a Baltimore, Maryland. És filla d'una professora d'escola i d'un coronel de la Força Aèria. Wolkstein ha escrit que John Waters, David Lynch i Lukas Moodysson van ser les primeres inspiracions per a la seva carrera cinematogràfica. Va obtenir una Bachelor of Arts en Informàtica i Cinema a la Universitat de Duke, i va guanyar un Duke Undergraduate Filmmaker Award. El 2010 va completar un Màster en Belles Arts en Direcció a la Universitat de Colúmbia. Ha dit que a Columbia "es va enamorar de cineastes com Hal Ashby i Nicholas Ray, que tenien una sensibilitat amb els estranys, les parelles estranyes i la gent marginal.”

## Carrera
La seva pel·lícula de tesi a la Universitat de Colúmbia, Cigarette Candy, basada en les experiències del seu pare com a coronel de la Força Aèria, va guanyar el Premi del Jurat de Curtmetratges al Millor Curtmetratge Narratiu al Festival de Cinema SXSW de 2010. El 2011 va codirigir el curt The Strange Ones amb Christopher Radcliff, que va ser descrit per Filmmaker com "un drama brillantment inquietant sobre dos viatgers, un home i un nen, que creen por en un motel de carretera." El 2011, va ser nomenada com una de les 25 cineastes emergents del programa Emerging Visions per la Film Society of Lincoln Center i l'Independent Filmmaker Project. La seva següent pel·Lícula, Social Butterfly, fou estrenada al Festival de Sundance de 2013. El 2013, Wolkstein va ser nomenada una de les 25 "Noves cares del cinema independent" per Filmmaker.
Wolkstein va dirigir i va escriure el guió de Beemus, It'll End in Tears, un curt inclòs a la pel·lícula omnibus del 2016 collective:inconscious que va ser escrit amb una premissa descrita per The New York Times com "Cinc cineastes van transcriure els seus somnis; després cada descripció es va donar a l'atzar a un dels altres per dirigir-la com a curt." Sean L. Malin va escriure per The Austin Chronicle, "les cinc representacions dels somnis són virtuosistes, especialment aquells com les de Decker, Wolkstein i Baldwin, que demanaven una fotografia d'un sol nivell de Lubezki." Chuck Bowen va escriure per Slant Magazine que la pel·lícula dirigida per Wolkstein "delecta amb la possible neteja d'un pissarra autoritària, utilitzant imatges simètriques de malson per informar d'una història d'una jerarquia masculina capgirada per l'apocalipsi."
El 2017, Wolkstein i Radcliff van adaptar el seu curt de 2011 The Strange Ones al llargmetratge The Strange Ones. Katie Walsh, a Los Angeles Times, va descriure la pel·lícula com "un debut enginyós de Radcliff i Wolkstein i que supera els límits," i Sheri Linden a The Hollywood Reporter va escriure, "Christopher Radcliff i Lauren Wolkstein demostren un domini innegable de l'estat d'ànim." Eric Kohn a IndieWire va escriure, "Finalment, el llargmetratge de debut dels codirectors Christopher Radcliff i Lauren Wolkstein revela totes les seves cartes, i la imatge completa d'aquest breu poema tonal no coincideix amb el nivell de compromís generat al principi. Però la seva sofisticació atmosfèrica es manté forta a tot arreu, canalitzant una meravella per al món natural que recorda a Terrence Malick amb un aire de por existencial directament sortit d'Andrei Tarkovsky." Matt Zoeller Seitz a RogerEbert.com va descriure la pel·lícula com un "drama frustrantment fracturat però encara inquietant de l'equip de realització de Christopher Radcliff i Lauren Wolkstein." Andrew Lapin a NPR escriu, "això pot no ser just amb els directors, però els dos millors conceptes de la pel·lícula s'han fet millor en altres llocs," i Variety el van descriure com a "ponderadament opac i tediós drama el·líptic." Leah Pickett va escriure per Chicago Reader, "els coguionistes i codirectors Lauren Wolkstein i Christopher Radcliff, ampliant un curt del 2011, semblen més preocupats per crear un estat d'ànim estrany al voltant del noi que per revelar què li va passar realment." David Edelstein escrou per Vulture que la pel·lícula és "una demostració perfecta de com l'artesania de la narració també és l'ofici de la retenció, de la revelació", de revelar el mínim possible en quantitats curosament repartides" i "Radcliff i Wolkstein mantenen una atmosfera de paranoia i por pel que "no fan"." Sean L. Malin escriu per The Austin Chronicle, "la direcció i l'edició de Wolkstein i Radcliff només s'estén cap a l'exterior en excel·lència tècnica dels actors amb una òrbita ajustada d'atractives contribucions visuals i sonores," i Andy Crump escriu per Paste, "L'enfocament de Radcliff i Wolkstein per a l'edició i el rodatge atorga una cadència estranya a la seva imatge, passant del dia a la nit i al matí amb un tempo tan natural com totalment esgarrifós." John Waters la va nomenar una de les millors pel·lícules del 2017.
Wolkstein va ser becari de Women at Sundance 2017-2018, i les seves pel·lícules s'han projectat a una varietat de festivals, com el Festival Internacional de Cinema de Canes, Outfest LGBT Film Festival, Sundance Film Festival, i SXSW.
El 2018, Wolkstein va començar el seu treball amb Queen Sugar d'Ava DuVernay, unint-se a l'equip de direcció a la temporada 3, i es converteix en directora de producció de la temporada 5, en la que va dirigir 5 episodis. El 2021 Wolkstein va dirigir un episodi de la sèrie de televisió dramàtica Y: The Last Man. Wolkstein també ha dirigit episodis de Cloak & Dagger i Dare Me.

## Filmografia

### Cinema
| Any  | Títol                                                | Directora | Guionista | Productora | Editora | Notes                     | Ref(s)       |
| ---- | ---------------------------------------------------- | --------- | --------- | ---------- | ------- | ------------------------- | ------------ |
| 2005 | Coney Island Catch                                   | Sí        | Sí        | Sí         | Sí      | Curtmetratge              | [ 34 ]       |
| 2007 | Dandelion Fall                                       | Sí        | Sí        | No         | No      | Curtmetratge              | [ 35 ]       |
| 2007 | Love Crimes                                          | Sí        | Sí        | Sí         | Sí      | Curtmetratge              |              |
| 2009 | Cigarette Candy                                      | Sí        | No        | No         | Sí      | Curtmetratge              |              |
| 2011 | The Strange Ones                                     | Sí        | Sí        | No         | Sí      | Curtmetratge              |              |
| 2013 | Social Butterfly                                     | Sí        | Sí        | No         | Sí      | Curtmetratge              | [ 2 ] [ 36 ] |
| 2014 | Jonathan’s Chest                                     | No        | No        | Sí         | Sí      | Curtmetratge              | [ 6 ]        |
| 2016 | Beemus, It’ll End in Tears a collective: unconscious | Sí        | Sí        | No         | Sí      | Curtmetratge en Anthlogia | [ 11 ]       |
| 2017 | The Strange Ones                                     | Sí        | Sí        | No         | Sí      | Llargmetratge             | [ 37 ]       |

### Televisió
| Any  | Program         | Episodis                                            | Role     | Ref(s) |
| ---- | --------------- | --------------------------------------------------- | -------- | ------ |
| 2018 | Queen Sugar     | Temporada 3, Episodi 3: Your Distant Destiny        | Director |        |
| 2019 | Cloak & Dagger  | Temporada 2, Episodi 6: B Sides                     | Director | [ 33 ] |
| 2020 | Dare Me         | Temporada 1, Episodi 3: Surrender at Discretion     | Director |        |
| 2021 | Queen Sugar     | Temporada 5, Tots els Episodis                      | Producer |        |
| 2021 | Queen Sugar     | Temporada 5, Episodi 1: finals de febrer de 2020    | Director |        |
| 2021 | Queen Sugar     | Temporada 5, Episodi 3: finals d’abril 2020         | Director |        |
| 2021 | Queen Sugar     | Temporada 5, Episodi 5: 19 de maig de 2020          | Director |        |
| 2021 | Queen Sugar     | Temporada 5, Episodi 9: In Summer Time to Simply Be | Director |        |
| 2021 | Queen Sugar     | Temporada 5, Episodi 10: Onward                     | Director |        |
| 2021 | Y: The Last Man | Temporada 1, Episodi 7: "My Mother Saw a Monkey"    | Director |        |

## Honors i premis
- 2007 Lifetime Movie Network Student Filmmaker Award (We Three)[3]
- Festival Internacional de Curtmetratges de Palm Springs de 2009, primer lloc, categoria d'estudiants i menció especial (Cigarette Candy)[38]
- 2010 Festival Internacional de Cinema de Cleveland 2010, Millor curtmetratge estudiantil (Cigarette Candy)[3]
- 2010 Festival de cinema SXSW 2010, premi del jurat de curtmetratges al millor curt narratiu (Cigarette Candy)[6][3]
- 2017 - 2018 Becària al Sundance Institute, Women at Sundance[5]
- Estiu 2018, Becària MacDowell[5]
- 2019, membre de l'Acadèmia de les Arts i les Ciències Cinematogràfiques[5]

## Vida personal
Wolkstein està casada i ella i la seva dona tenen una filla.